# Puchar Świata w kombinacji norweskiej w Zakopanem
Puchar Świata w kombinacji norweskiej w Zakopanem – zawody w kombinacji norweskiej, po raz pierwszy zorganizowane w sezonie 2001/2002. Wówczas zawody wygrał Austriak Felix Gottwald. Do tej pory w Zakopanem odbyły się 4 konkursy w ramach Puchar Świata w kombinacji norweskiej. Najwięcej razy na podium zakopiańskiej zawodów stał Niemiec Björn Kircheisen, który dokonał tej sztuki trzy razy. Z powodu nierentowności imprezy i złego przygotowania trasy biegowej odwołano zawody w 2011 i 2012 roku. Prezes Tatrzańskiego Związku Narciarskiego zapowiedział, że chce powrotu Pucharu Świata do Zakopanego.

## Podium poszczególnych konkursów PŚ w Zakopanem
| Lp | Data           | Konkurencja             | 1. miejsce       | 2. miejsce       | 3. miejsce       |
| -- | -------------- | ----------------------- | ---------------- | ---------------- | ---------------- |
| 1. | 21 marca 1999  | Gundersen               | Bjarte Engen Vik | Satoshi Mori     | Ladislav Rygl    |
| 2. | 7 grudnia 2001 | 15 km/K120              | Felix Gottwald   | Björn Kircheisen | Kristian Hammer  |
| 3. | 3 lutego 2007  | Start masowy K120/10 km | Hannu Manninen   | Jaakko Tallus    | Björn Kircheisen |
| 4. | 4 lutego 2007  | Sprint K120/10 km       | Björn Kircheisen | Hannu Manninen   | Magnus Moan      |
| 5. | 23 lutego 2008 | Start masowy K120/10 km | odwołany         | odwołany         | odwołany         |
| 6. | 24 lutego 2008 | Sprint K120/7,5 km      | Bernhard Gruber  | Tommy Schmid     | Bill Demong      |